# Blias marplatensis
Blias marplatensis – gatunek widłonoga z rodziny Chondracanthidae. Nazwa naukowa tego gatunku skorupiaków została opublikowana w 2004 roku przez Juana T. Timiego, Jorge A. Etchegoina i Anę L. Lanfranchi.